# Mewa Arena
Mewa Arena (antiga Coface Arena) é um estádio multidesportivo situado em Mainz, Alemanha. É utilizado para os jogos de futebol da Bundesliga, cujo mandante é o FSV Mainz 05. O estádio é o substituto do Bruchwegstadium e foi desenhado com base nos grandes estádios ingleses.

## História
O estádio começou a ser construído em maio de 2009, com a reformulação total do estádio, sendo terminada a obra em 2011. As obras visaram a jogabilidade no estádio mesmo a temperaturas baixas, facilitar o acesso dos torcedores e a melhoria do relvado.

## Galeria

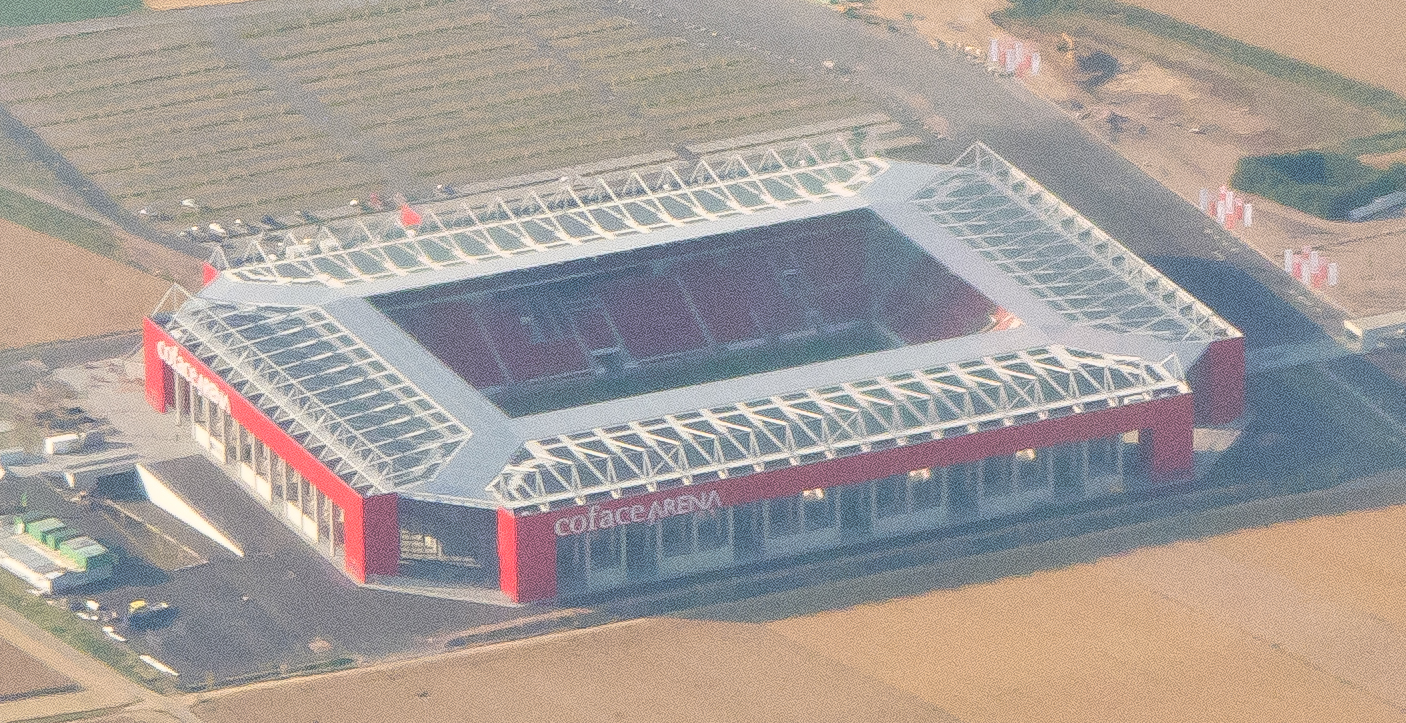
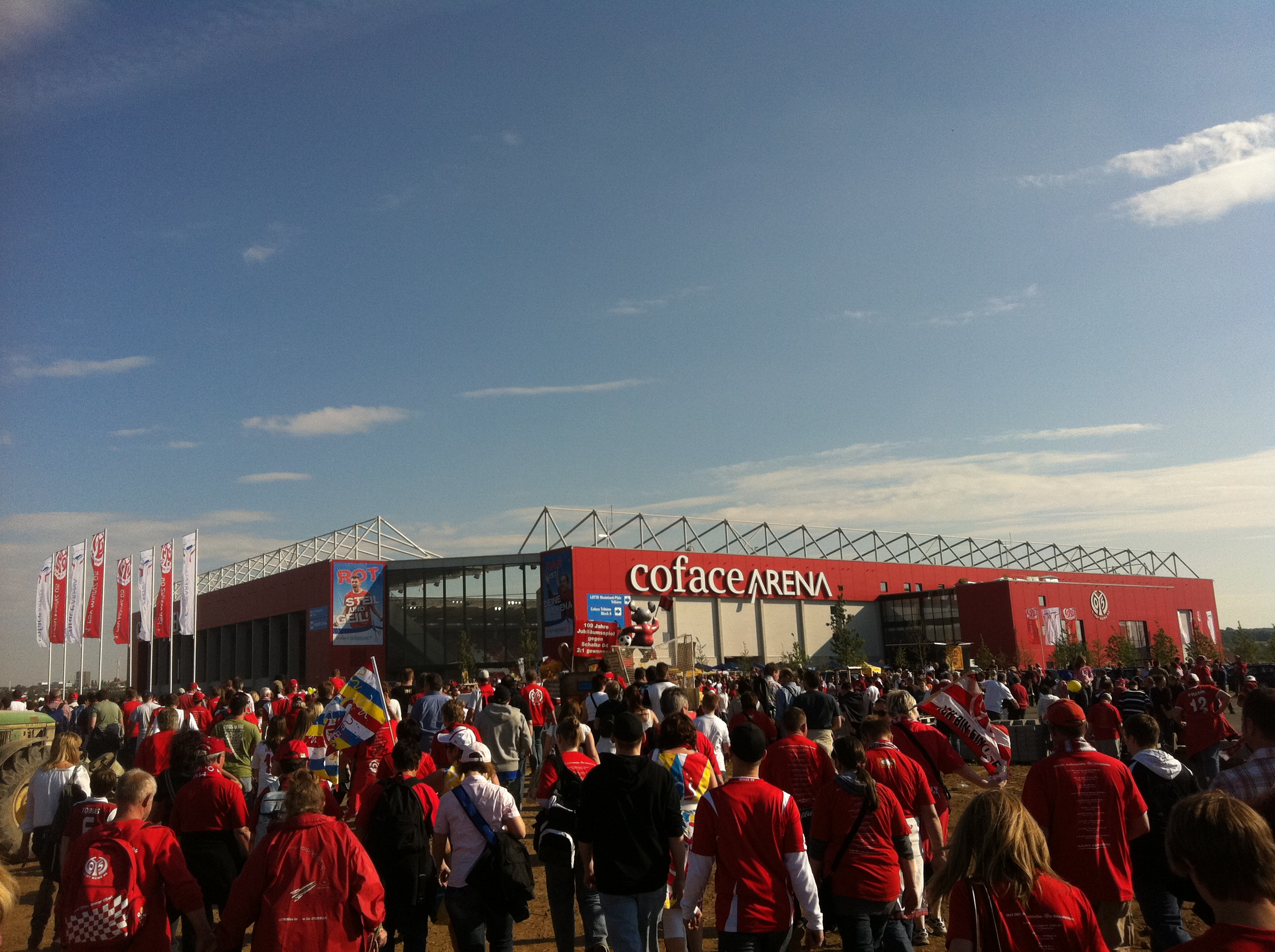
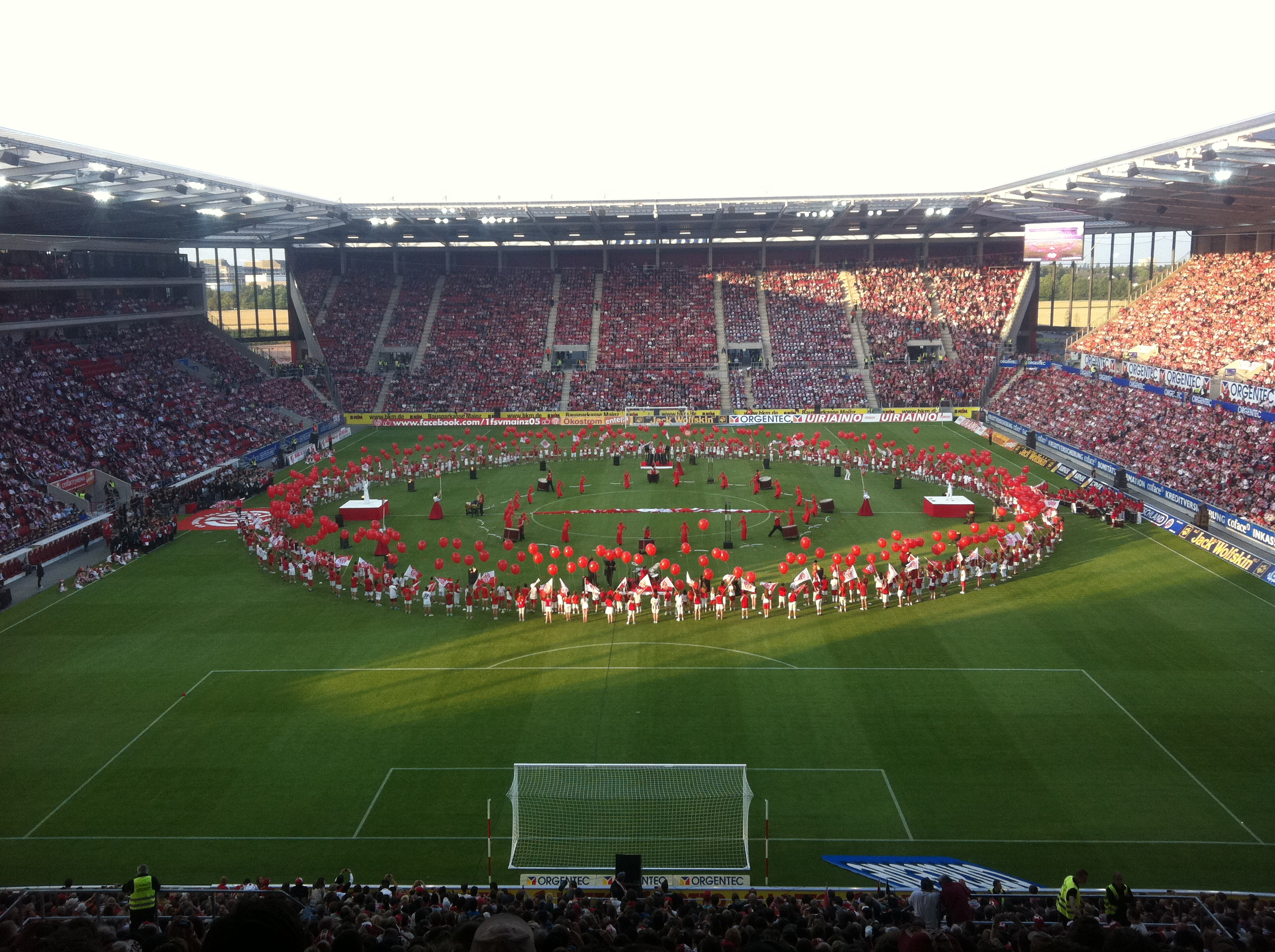
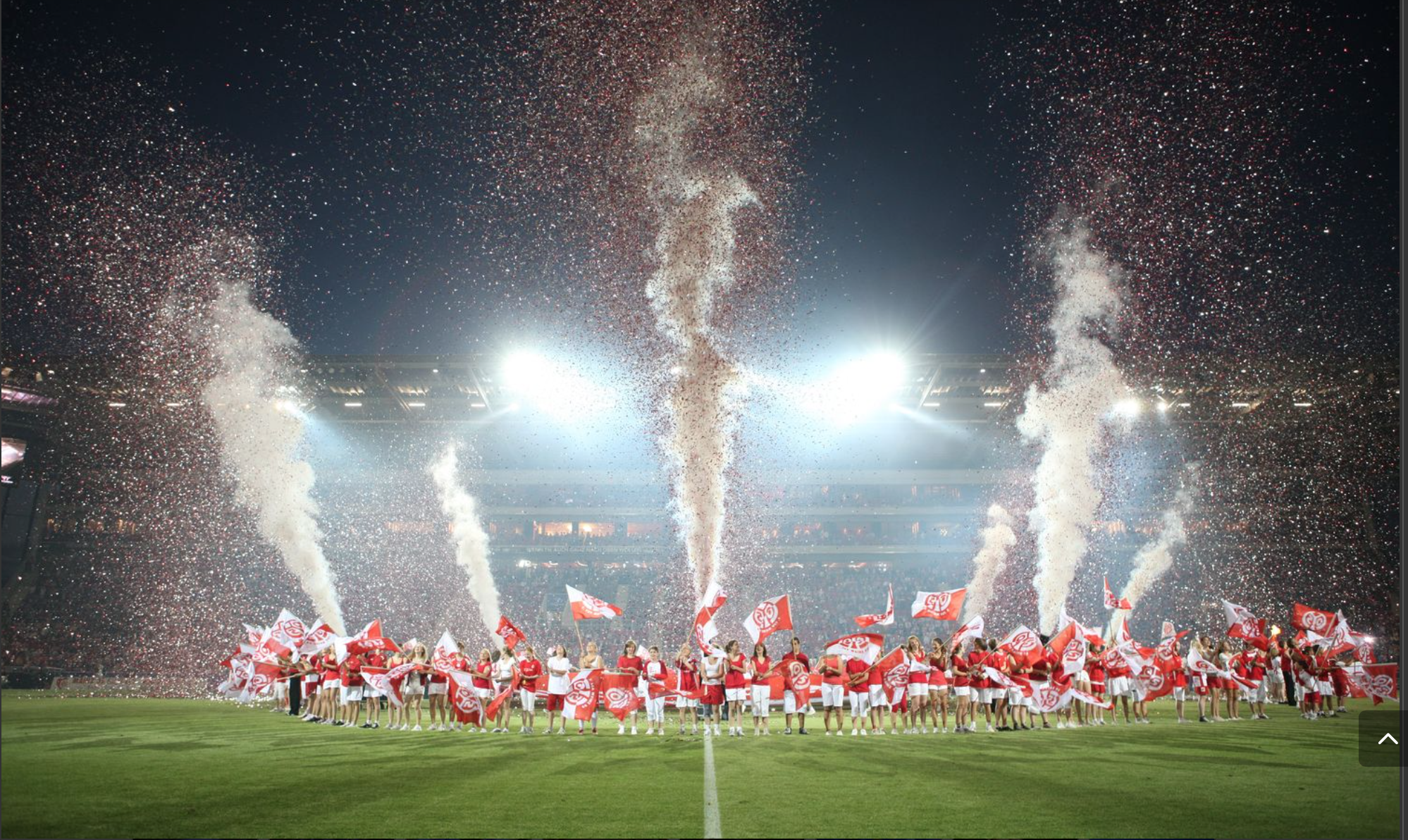

## Ligações Externas
- Site Oficial